# Domingos Paciência
Pour les articles homonymes, voir Paciência et Oliveira.
 (juin 2023).
Si vous disposez d'ouvrages ou d'articles de référence ou si vous connaissez des sites web de qualité traitant du thème abordé ici, merci de compléter l'article en donnant les références utiles à sa vérifiabilité et en les liant à la section « Notes et références ».
Domingos Paciência, de son nom complet Domingos José Paciência Oliveira, est un footballeur portugais né le 2 janvier 1969 à Leça da Palmeira. Il évoluait au poste d'attaquant. Il est aujourd'hui reconverti en entraîneur. Il est le père de Gonçalo Paciência.

## Biographie

### Joueur
Domingos Paciência passe la majorité de sa carrière au FC Porto, son club formateur. Avec le FC Porto, il remporte notamment 7 championnats du Portugal et 4 Coupes du Portugal.
Domingos termine meilleur buteur du championnat du Portugal lors de la saison 1995-1996 en inscrivant 25 buts. Au total, il dispute 263 matchs en 1re division portugaise et inscrit 106 buts dans ce championnat,  ce qui nous donne une moyenne de 0,40 but par match.
Domingos reçoit par ailleurs 35 sélections et inscrit 9 buts en équipe du Portugal entre 1989 et 1998. Avec cette équipe, il participe à l'Euro 1996 qui se déroule en Angleterre. Il marque un but durant cette compétition, lors d'un match de poule face à la Croatie.

### Entraîneur
Après sa carrière de joueur, Domingos se reconvertit en entraîneur.
Il prend tout d'abord les rênes de l'équipe réserve du FC Porto. Puis, il entraîne l'União Leiria, l'Académica de Coimbra et le Sporting Braga.
Avec Braga, Domingos termine vice-champion du Portugal en 2010 et parvient à qualifier le club pour la phase de groupes de la Ligue des Champions 2010-2011. C'est la première participation du club à la Ligue des Champions. Braga finit 3e de son groupe derrière Arsenal et le Chakhtar, le club est alors reversé en Ligue Europa. Domingos mène son équipe jusqu'en finale après avoir éliminé Liverpool et Benfica entre autres. En finale, face à son voisin le FC Porto, ils s'inclinent 1-0. 
Le 23 mai 2011, Domingos Paciência est officiellement entraineur du Sporting Club de Portugal. Le 13 février 2012, il est licencié à cause de résultats et objectifs insuffisants.
Le 30 décembre 2012, il est nommé à la tête du Deportivo La Corogne après l'éviction de José Luis Oltra. Le 11 février 2013, il est remplacé par Fernando Vázquez.

## Palmarès

### Joueur

#### Collectif
FC Porto
- Champion du Portugal en 1988, 1990, 1992, 1993, 1995, 1996 et 1997.
- Vainqueur de la Coupe du Portugal en 1991, 1994, 2000 et 2001.
- Vainqueur de la Supercoupe du Portugal en 1990, 1992, 1994, 1995 et 1996.

#### Individuel
- Meilleur buteur du championnat du Portugal lors de la saison 1995-1996 avec 25 buts.
- Élu meilleur joueur portugais lors de la saison 1989-1990.

### Entraîneur
SC Braga
- Vice-champion du Portugal en 2010.
- Finaliste de la Ligue Europa 2010-2011.

 APOEL Nicosie
- Champion de Chypre en 2016.

## Statistiques

### Joueur
- 37 matchs et 8 buts en Ligue des Champions
- 7 matchs et 2 buts en Coupe des Coupes
- 7 matchs et 0 but en Coupe de l'UEFA
- 263 matchs et 105 buts en 1re division portugaise
- 50 matchs et 6 buts en 1re division espagnole

### Entraîneur
Mis à jour le 02 mars 2023.
| FC Porto B           | 1er juillet 2004  | 30 juin 2005    | 38  | 20  | 6  | 12  | 67  | 36  | +31 | 52.63 |
| União de Leiria      | 18 mai 2006       | 31 mars 2007    | 24  | 9   | 6  | 9   | 20  | 24  | -4  | 37.50 |
| Académica de Coimbra | 12 septembre 2007 | 31 mai 2009     | 65  | 19  | 24 | 22  | 66  | 71  | -5  | 29.23 |
| SC Braga             | 20 juin 2009      | 17 juin 2011    | 93  | 51  | 16 | 26  | 137 | 89  | +48 | 54.84 |
| Sporting CP          | 1er juillet 2011  | 13 février 2012 | 35  | 19  | 9  | 7   | 55  | 27  | +28 | 54.28 |
| Deportivo La Corogne | 31 décembre 2012  | 11 février 2013 | 6   | 1   | 1  | 4   | 6   | 12  | -6  | 16.66 |
| Kayserispor          | 17 janvier 2014   | 17 mars 2014    | 7   | 1   | 1  | 5   | 3   | 14  | -11 | 14.28 |
| Vitória Setúbal      | 1er juillet 2014  | 19 janvier 2015 | 20  | 5   | 3  | 12  | 14  | 33  | -19 | 25.00 |
| APOEL Nicosie        | 1er juin 2015     | 28 août 2015    | 8   | 2   | 4  | 2   | 9   | 6   | -3  | 25.00 |
| CF Os Belenenses     | 18 avril 2017     | 16 janvier 2018 | 28  | 7   | 8  | 13  | 27  | 38  | -11 | 25.00 |
| Total                | Total             | Total           | 324 | 134 | 78 | 112 | 404 | 350 | +54 | 41.36 |